# Oost-Saksisch voetbalkampioenschap 1909/10
In 1909/10 werd het achtste voetbalkampioenschap van Oost-Saksen gespeeld, dat georganiseerd werd door de Midden-Duitse voetbalbond. BC Sportlust Dresden werd kampioen en plaatste zich voor de Midden-Duitse eindronde. De club verloor meteen van Hallescher FC Wacker.

## 1. Klasse
| Plaats | Club                       | Wed. | W | G | V | Saldo | Ptn. |
| ------ | -------------------------- | ---- | - | - | - | ----- | ---- |
| 1.     | BC Sportlust 1900 Dresden  | 10   | 7 | 1 | 2 | 47:28 | 15:5 |
| 2.     | Dresdner FC Guts Muts 1902 | 10   | 6 | 1 | 3 | 29:24 | 13:7 |
| 3.     | FC Dresdensia 1898 Dresden | 10   | 5 | 1 | 4 | 24:20 | 11:9 |
| 4.     | Dresdner SC 1898           | 10   | 3 | 2 | 5 | 16:21 | 8:12 |
| 5.     | Dresdner FC von 1893       | 10   | 3 | 2 | 5 | 15:26 | 8:12 |
| 6.     | FV Sachsen 1900 Dresden    | 10   | 2 | 1 | 7 | 23:35 | 5:15 |

|  | Kampioen, geplaatst voor Midden-Duitse eindronde |